# Thury, Yonne
Thury là một xã của Pháp,tọa lạc ở tỉnh Yonne trong vùng Bourgogne.
Người dân ở đây trong tiếng Pháp gọi là Thurycois.

## Hành chính
| Giai đoạn                                                                             | Tên                      | Đảngi | Tư cách |
| ------------------------------------------------------------------------------------- | ------------------------ | ----- | ------- |
| 1989 - 2013                                                                           | André Grossier           |       |         |
| 1983 - 1989                                                                           | Jack Allard              |       |         |
| 1947 - 1983                                                                           | Robert Barba             |       |         |
| 1925 - 1947                                                                           | Gustave Boisseau         |       |         |
| 1919 - 1925                                                                           | René Delestre            |       |         |
| 1913 - 1919                                                                           | Jules Boutron            |       |         |
| 1893 - 1913                                                                           | Félix Angilbert          |       |         |
| 1854 - 1872                                                                           | J.-B. Alexandre Pascault |       |         |
| 1815 - 1848                                                                           | Edme Alexandre Rouger    |       |         |
| 1807                                                                                  | Lazare Guillier          |       |         |
| an 10 an 12                                                                           | Louis Fron               |       |         |
| an 2                                                                                  | Jean Baptiste Desleau    |       |         |
| Les premiers maires ne sont pas encore tous identifiés et les dates sont ponctuelles. |                          |       |         |

## Thông tin nhân khẩu
| 1793 | 1800 | 1806 | 1821 | 1831 | 1836 | 1841 | 1846 | 1851 |
| ---- | ---- | ---- | ---- | ---- | ---- | ---- | ---- | ---- |
| 945  | 901  | 953  | 990  | 999  | 999  | 1076 | 1064 | 1103 |

| 1856 | 1861 | 1866 | 1872 | 1876 | 1881 | 1886 | 1891 | 1896 |
| ---- | ---- | ---- | ---- | ---- | ---- | ---- | ---- | ---- |
| 1142 | 1117 | 1118 | 1016 | 1013 | 1005 | 1004 | 1000 | 939  |

| 1901 | 1906 | 1911 | 1921 | 1926 | 1931 | 1936 | 1946 | 1954 |
| ---- | ---- | ---- | ---- | ---- | ---- | ---- | ---- | ---- |
| 925  | 898  | 904  | 748  | 715  | 688  | 646  | 652  | 643  |

| 1962                                         | 1968 | 1975 | 1982 | 1990 | 1999 | - | - | - |
| -------------------------------------------- | ---- | ---- | ---- | ---- | ---- | - | - | - |
| 574                                          | 545  | 488  | 495  | 470  | 461  | - | - | - |
| Số liệu kể từ 1962 : dân số không tính trùng |      |      |      |      |      |   |   |   |